# Edward Redliński
Edward Redliński (?, 1940. május 1. – ?, 2024. július 11.) lengyel prózaíró, forgatókönyvíró, drámaíró és riporter.

## Élete
Parasztcsaládban született Frampolban, amely jelenleg Juchnowiec Kościelny körzet (Hołówki Duże) települése. Adolf Redliński és Maria fia volt, testvére Wacław Redliński politikus.
A Varsói Műszaki Egyetem Geodéziai és Térképészeti Karán, valamint a Varsói Egyetem Újságírás szakán szerzett diplomát. Dolgozott a „Gazecie Białostockiej”, a białystoki rádió és a „Kultura” varsói hetilapnál. A tradicionális kultúra és a modernitás konfliktusát bemutató groteszk-realisztikus regények és novellák szerzője, a Białystok régióhoz kötődő egyik leghíresebb író.
1984 és 1991 között az Egyesült Államokban élt. Arany Érdemkereszttel és „Kulturális Aktivizmusért Érdemjel”-lel tüntették ki.
2024-ben halt meg, a Juchnowiec Kościelny-i temetőben temették el.

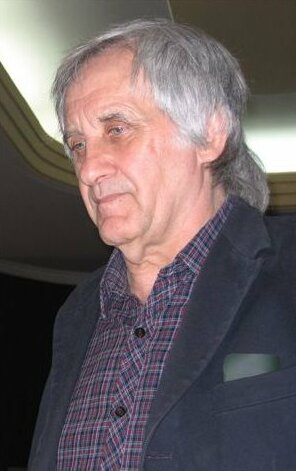
Edward Redliński (2006)

## Művei

### Próza
- Listy z Rabarbaru (1967)
- Awans (1973)
- Konopielka (1973)
- Nikiformy (1982, rövid formák gyűjteménye)
- Dolorado i Tańcowały dwa Michały (mikroregények az új lengyel emigrációról az Egyesült Államokban)
- Szczuropolacy (1994)
- Krfotok (1998)
- Transformejszen (2003)
- Telefrenia (2006)
- Debata, czyli bzik prezydencki (2008)

### Riportok
- Ja w nerwowej sprawie (1969)
- Zgrzyt (1971)

### Drámák
- Pustaki (1980)
- Wcześniak (1977)
- Awans (1973)
- Jubileusz (1975)
- Cud na Greenpoincie (1995)

### Magyarul megjelent
- A kor szava (Awans) – Európa, Budapest, 1976 · ISBN 9630711052 · Fordította: Murányi Beatrix

- Kenderszál kisasszon (Konopielka) – Magvető, Budapest, 1989 · ISBN 9631414574 · Fordította: Varsányi Mária

## Díjai
- 1966 – III. Julian Brun-díj(wd)
- 1968, 1974, 1982 – három Stanisław Piętakról(wd) elnevezett díj: a Listy z Rabarbaru, Konopielkę és Pustaki című művekért.
- 1970 – I. Julian Brun-díj
- 1974 – Kościelski-díj(wd)
- 1975 – Kulturális és Művészeti Miniszteri díj 2. fokozat
- 1995 – Kulturális miniszteri díj a Cud na Greenpoincie című darabért
- 2003 – Wiesław Kazanecki(wd) Irodalmi Díj
- 2006 – Jarosław Iwaszkiewicz-díj(wd) a munkásságáért
- 2009 – Franciszek Karpiński-díj az életművéért
- 2013 – a Podlasiei vajdaság marsalljának kitüntetése életműért

## Filmadaptációk
Regényei és forgatókönyvei alapján készült filmek:
- 150 na godzinę (1972, saját forgatókönyv, rendező: Wanda Jakubowska(wd))
- Awans (1974, saját forgatókönyv, rendező: Janusz Zaorski(wd))
- Konopielka (1982, forgatókönyv és rendezés: Witold Leszczyński(wd), saját párbeszédek)
- Szczęśliwego Nowego Jorku (1997, saját forgatókönyv a Szczuropolaków alapján, rendező: Janusz Zaorski)
- Requiem (2001, saját forgatókönyv, rendező: Witold Leszczyński)

## Fordítás
- Ez a szócikk részben vagy egészben  az   Edward Redliński című lengyel Wikipédia-szócikk fordításán alapul.  Az eredeti cikk szerkesztőit annak laptörténete sorolja fel. Ez a jelzés csupán a megfogalmazás eredetét és a szerzői jogokat jelzi, nem szolgál a cikkben szereplő információk forrásmegjelöléseként.